# HD79798
HD79798 — хімічно пекулярна зоря спектрального класу A3, що має видиму зоряну величину в смузі V приблизно  8,5.
Вона  розташована на відстані близько 471,3 світлових років від Сонця.